# Takao Nishiyama
Takao Nishiyama (西山 孝朗, Nishiyama Takao, 7 januari 1942) is een Japans voormalig voetballer die als verdediger speelde.

## Clubcarrière
In 1960 ging Nishiyama naar de Waseda-universiteit, waar hij in het schoolteam voetbalde. Nadat hij in 1964 afstudeerde, ging Nishiyama spelen voor Toyoda Automatic Loom Works.

## Japans voetbalelftal
Takao Nishiyama debuteerde in 1964 in het Japans nationaal elftal en speelde 1 interland.

## Statistieken
| Japans voetbalelftal | Japans voetbalelftal | Japans voetbalelftal |
| Jaar                 | Wed.                 | Dlp.                 |
| -------------------- | -------------------- | -------------------- |
| 1964                 | 1                    | 0                    |
| Totaal               | 1                    | 0                    |